# 1456 Saldanha
1456 Saldanha (1937 NG) là một tiểu hành tinh nằm phía ngoài của vành đai chính được phát hiện ngày 2 tháng 7 năm 1937 bởi C. Jackson ở Johannesburg.